# 葛山信貞
葛山信貞（—1582年3月）是日本戰國時代至安土桃山時代的武將。武田信玄第六子，葛山氏元養子，葛山城城主。1582年，織田家發動甲州征伐，武田家滅亡，葛山信貞於甲斐善光寺自盡。